# Fédération de l'Australie
 (octobre 2021).
Si vous disposez d'ouvrages ou d'articles de référence ou si vous connaissez des sites web de qualité traitant du thème abordé ici, merci de compléter l'article en donnant les références utiles à sa vérifiabilité et en les liant à la section « Notes et références ».
La fédération de l’Australie est le processus par lequel les six colonies britanniques autonomes du Queensland, de la Nouvelle-Galles du Sud, du Victoria, de la Tasmanie, de l’Australie-Méridionale et de l’Australie-Occidentale convinrent de s’unir et de former le Commonwealth d’Australie, en établissant un système de fédéralisme dans le pays. Les Fidji et la Nouvelle-Zélande faisaient à l'origine partie de ce processus, mais ils décidèrent de ne pas adhérer à la fédération. Après la fédération, les six colonies qui s'étaient unies pour former le Commonwealth d’Australie en tant qu’États conservèrent les systèmes de gouvernement (et les assemblées législatives bicamérales) qu’elles avaient développées en tant que colonies distinctes, mais elles convinrent également de disposer d’un gouvernement fédéral responsable des questions concernant la nation entière. Lorsque la Constitution australienne entra en vigueur, le 1er janvier 1901, les colonies devinrent collectivement des États du Commonwealth d'Australie.
Les efforts pour créer une fédération au milieu du XIXe siècle avaient été entravés par le manque de soutien populaire du mouvement. Un certain nombre de conventions furent tenues au cours des années 1890 pour élaborer une constitution pour le Commonwealth. Sir Henry Parkes, Premier ministre de la Nouvelle-Galles du Sud, joua un rôle déterminant dans ce processus. Sir Edmund Barton, second derrière Parkes après la longueur de son engagement pour la cause de la fédération, fut le Premier ministre d'Australie par intérim lors des premières élections fédérales, en mars 1901. Les élections ramenèrent Barton au poste de Premier ministre, sans majorité.
Cette période donna son nom à un style architectural répandu en Australie à cette époque, connu sous le nom d’architecture de la Fédération ou style Federation.

## Idée fédérale

### Conseil fédéral
Un mouvement sérieux en faveur de la fédération des colonies vit le jour à la fin des années 1880, à une époque où le nationalisme grandissait parmi les Australiens, dont la grande majorité étaient nés dans le pays. L'idée d'être « Australien » commençait à être célébrée dans des chansons et des poèmes. Cela était favorisé par des améliorations dans les transports et les communications, telles que l'établissement d'un système télégraphique entre les colonies en 1872. Les colonies australiennes étaient également influencées par d'autres fédérations apparues dans le monde, telles que les États-Unis et le Canada.
Sir Henry Parkes, alors secrétaire aux colonies de la Nouvelle-Galles du Sud, proposa pour la première fois un organe du Conseil fédéral en 1867. Après son rejet par le secrétaire d’État britannique aux Colonies, le duc de Buckingham, Parkes évoqua à nouveau la question en 1880 en tant que Premier ministre de Nouvelle-Galles du Sud. Lors de la conférence, des représentants du Victoria, de Nouvelle-Galles du Sud et d'Australie-Méridionale examinèrent un certain nombre de questions, notamment la fédération, la communication, l'immigration chinoise, les maladies de la vigne et des taux de droits de douane uniformes. La Fédération avait le potentiel de garantir que le protectionnisme n'affecterait pas le commerce et le commerce entre États, et que les mesures et le transport seraient normalisés.
La dernière (et fructueuse) campagne en faveur de la création d'un Conseil fédéral eut lieu lors d'une convention intercoloniale à Sydney en novembre et décembre 1883. Le déclencheur fut le rejet par l'Angleterre de l'annexion unilatérale de la Nouvelle-Guinée par le Queensland et le souhait du gouvernement britannique de voir une Australasie fédéralisée. La convention fut convoquée pour débattre des stratégies nécessaires pour contrer les activités des Allemands et des Français en Nouvelle-Guinée et aux Nouvelles-Hébrides. Sir Samuel Griffith, Premier ministre du Queensland, rédigea un projet de loi constituant le Conseil fédéral. La conférence réussit à convaincre le Parlement impérial d'adopter le projet de loi en tant que la Federal Council of Australasia Act 1885.
En conséquence, un Conseil fédéral d’Australasie fut formé pour représenter les affaires des colonies dans leurs relations avec les îles du Pacifique Sud. La Nouvelle-Galles du Sud et la Nouvelle-Zélande n'y adhérèrent pas. Les colonies autonomes du Queensland, de la Tasmanie et de Victoria, ainsi que les colonies de la Couronne d'Australie-Occidentale et des Fidji, furent impliquées. L’Australie-Méridionale fut brièvement membre entre 1888 et 1890. Le Conseil fédéral avait le pouvoir de légiférer directement sur certaines questions, telles que l'extradition, la réglementation de la pêche, etc. Il ne disposait toutefois pas d'un secrétariat permanent, de pouvoirs exécutifs, ou tout revenu propre. En outre, l'absence de la puissante colonie de la Nouvelle-Galles du Sud affaiblit sa valeur représentative.
Néanmoins, il s'agissait de la première forme majeure de coopération intercoloniale. Cela permit aux fédéralistes de tout le pays de se rencontrer et d'échanger des idées. Les moyens par lesquels le Conseil fut créé confirmaient le rôle que le Parlement impérial continuerait à jouer dans le développement de la structure constitutionnelle de l'Australie. Aux termes de la Federal Council of Australia Act, les rédacteurs australiens créèrent un certain nombre de pouvoirs traitant de leur « intérêt commun », qui seront ultérieurement repris dans la Constitution australienne, en particulier l'article 51.

### Opposition précoce
Les colonies individuelles, à l'exception du Victoria, se méfiaient quelque peu de la Fédération. Les politiciens des plus petites colonies, en particulier, n'aimaient pas l'idée même de déléguer des pouvoirs à un gouvernement national. Ils craignaient qu'un tel gouvernement ne soit inévitablement dominé par les plus peuplées Nouvelle-Galles du Sud et Victoria. Le Queensland, de son côté, craignait que l’avènement d’une législation nationale fondée sur la race ne restreigne l’importation de travailleurs kanaka, mettant ainsi en péril son industrie de la canne à sucre.
Ce ne sont pas les seules préoccupations de ceux qui résistent à la fédération. Les petites colonies s'inquiètent également de la suppression des droits de douane, ce qui les priverait d'une grande partie de leurs revenus et laisserait leur commerce à la merci des grands États. La Nouvelle-Galles du Sud, traditionnellement libre-échangiste, voulait être convaincue que la politique tarifaire de la fédération ne serait pas protectionniste. Le Premier ministre victorien, James Service, décrivit l'union fiscale comme « le lion sur le chemin » de la fédération.
Une autre question fondamentale était de savoir comment répartir les droits de douane excédentaires du gouvernement central aux États. Pour les grandes colonies, il était possible (ce qui n'est jamais devenu une réalité) de devoir subventionner les économies en difficulté de la Tasmanie, de l'Australie-Méridionale et de l'Australie-Occidentale.
Même sans ces inquiétudes, il y avait un débat sur la forme de gouvernement qu'une fédération prendrait. L'expérience d'autres fédérations étaient moins qu'inspirante. En particulier, les États-Unis qui connurent la traumatisante guerre de Sécession.
Le mouvement ouvrier australien naissant était loin d'être totalement engagé dans son soutien à la fédération. D'une part, le sentiment nationaliste était fort au sein du mouvement syndical et l'idée de l'Australie blanche bénéficiait d'un large soutien. D'autre part, les représentants syndicaux craignaient que la fédération détourne l'attention du besoin de réformes sociales et industrielles et renforce davantage le pouvoir des forces conservatrices. Les conventions fédérales n'incluaient aucun représentant de la main-d'œuvre organisée. En fait, les représentants syndicaux reprochaient au projet de constitution fédérale d'être trop conservateur. Ces représentants souhaitaient voir un gouvernement fédéral disposant de davantage de pouvoirs pour légiférer sur des questions telles que les salaires et les prix. Ils estimaient également que le Sénat proposé était beaucoup trop puissant, avec la capacité de bloquer les tentatives de réforme sociale et politique, tout comme le faisaient très ouvertement les chambres hautes de la colonisation à cette époque.
Les facteurs religieux jouèrent un rôle mineur mais non négligeable dans les conflits sur le point de savoir si la fédération était souhaitable ou même possible. En règle générale, les dirigeants pro-fédéraux étaient protestants, alors que l’enthousiasme des catholiques pour la fédération était beaucoup plus faible, notamment parce que Parkes était un militant anticatholique (et que le mouvement ouvrier était excessivement catholique).

## Premières conventions constitutionnelles
Au début des années 1890, deux réunions établirent le besoin de fédération et établit le cadre pour que cela se produise. Une réunion informelle à laquelle assistèrent des représentants officiels des colonies australasiennes eut lieu en 1890. Cette réunion conduisit à la première convention nationale australasienne, réunie à Sydney en 1891. La Nouvelle-Zélande était représentée à la conférence et à la convention, bien que ses délégués aient déclaré qu'il était peu probable qu'elle rejoigne la Fédération à sa fondation, mais qu'elle serait probablement intéressée à l'avenir.

### Conférence de 1890
La conférence de 1890 fut organisée à l'instigation de Parkes. Lord Carrington, gouverneur de Nouvelle-Galles du Sud, récite les convocations de la conférence de 1890 et invitant Parkes vieillissant lors d'un déjeuner organisé le 15 juin 1889. Parkes se vanterait de pouvoir « confédérer ces colonies en douze mois ». Carrington répliqua : « Alors pourquoi ne le faites-vous pas ? Ce serait un accomplissement glorieux pour votre vie ». Le lendemain, Parkes écrivit au Premier ministre du Victoria, Duncan Gillis, pour lui proposer de faire avancer la cause de la fédération. Comme on pouvait s'y attendre, la réponse de Gillis fut froide, compte tenu de la réticence de Parkes à faire entrer la Nouvelle-Galles du Sud au Conseil fédéral. En octobre, Parkes se rendit au nord, à Brisbane et rencontra Griffith et Sir Thomas McIlwraith. Au retour, il s’arrêta juste au sud de la frontière coloniale et prononça l’historique discours solennel de Tenterfield le 24 octobre 1889, indiquant que le moment était venu pour les colonies de considérer la fédération australienne.
Durant la dernière partie de 1889, les premiers ministres et les gouverneurs correspondirent et se mirent d’accord pour la convocation d’une réunion informelle. Les membres étaient : pour la Nouvelle-Galles du Sud, Parkes (Premier ministre) et William McMillan (trésorier des Colonies) ; pour le Victoria, Duncan Gillis (Premier ministre) et Alfred Deakin (secrétaire en chef) ; pour le Queensland, Sir Samuel Griffith (chef de l’opposition) et John Murtagh Macrossan (secrétaire des Colonies) ; pour l'Australie-Méridionale, John Cockburn (Premier ministre) et Thomas Playford (chef de l'opposition) ; pour la Tasmanie, Andrew Inglis Clark (procureur général) et Stafford Bird (trésorier) ; pour l'Australie-Occidentale, Sir James George Lee Steere (orateur) ; pour la Nouvelle-Zélande, le capitaine William Russell (secrétaire colonial) et Sir John Hall (Premier ministre).
Lorsque la conférence se réunit au Parlement du Victoria à Melbourne le 6 février, les délégués furent confrontés à une température maximale estivale caniculaire de 39,7 °C à l'ombre. La conférence débattit de la question de savoir s'il était temps ou non de procéder à la fédération.
Bien que certains délégués aient accepté, les petits États n'étaient pas aussi enthousiastes. Thomas Playford de l'Australie-Méridionale indiqua que la question du tarif douanier et le manque de soutien populaire étaient des obstacles. De même, les délégués de l’Australie-Occidentale et de la Nouvelle-Zélande, Sir James Lee Steere, suggéraient qu’il y avait peu d’appui à la fédération dans leurs colonies respectives.
Une des questions fondamentales à cette première assemblée était de savoir comment structurer la fédération dans le respect de la tradition de gouvernement de Westminster. Le British North America Act, 1867 ou Loi constitutionnelle de 1867, qui avait fédéré les provinces canadiennes, fournissait un modèle en ce qui concerne les relations entre la fédération et la Couronne. Le centralisme de la Constitution canadienne suscitait toutefois moins d’enthousiasme, en particulier de la part des plus petits États. À la suite de la conférence de 1890, le modèle fédéral canadien n’était plus considéré comme approprié à la situation australienne.
Bien que la Constitution fédérale suisse fournisse un autre exemple, il était inévitable que les délégués considèrent la Constitution des États-Unis comme l'autre modèle majeur de fédération dans le monde anglo-saxon. Il ne donnait que quelques pouvoirs au gouvernement fédéral et laissait la majorité des affaires à la compétence législative des États. Il prévoyait également que le Sénat devrait comprendre un nombre égal de membres de chaque État, tandis que la Chambre basse devrait refléter la répartition nationale de la population. Andrew Inglis Clark, admirateur de longue date des institutions fédérales américaines, présenta la Constitution américaine comme un exemple de protection des droits des États. Il la présenta comme une alternative au modèle canadien, arguant que le Canada était « un exemple de fusion plutôt que de fédération ». L'introduction par Deakin de The American Commonwealth de James Bryce eut également une influence considérable.
La conférence à Melbourne se termina par un accord des délégués selon lequel l'heure de la fédération était arrivée.

### Projet de constitution de Clark
Andrew Inglis Clark avait beaucoup réfléchi à une constitution appropriée pour l’Australie. En mai 1890, il se rendit à Londres pour faire appel devant le Conseil privé, au nom du gouvernement de Tasmanie. Au cours de ce voyage, il commença à rédiger un projet de constitution reprenant les principales dispositions de la Loi constitutionnelle de 1867 et de ses compléments jusqu'en 1890, la Constitution des États-Unis, la Loi du Conseil fédéral de l'Australasie et diverses constitutions coloniales australiennes. Clark revint de Londres par Boston, dans le Massachusetts, où il discuta de son projet avec Oliver Wendell Holmes Jr. et Moncure Conway, entre autres.
Le projet de Clark introduisit la nomenclature et la forme qui fut ensuite adoptée :
- la fédération australienne est décrite comme le Commonwealth d'Australie ;
- il existe trois branches égales et distinctes : le Parlement, l'exécutif et la magistrature ;
- l’Assemblée législative se compose d’une Chambre des représentants et d’un Sénat ;
- il précisait la séparation des pouvoirs et la répartition des pouvoirs entre le gouvernement fédéral et les gouvernements des États.

À son retour à Hobart au début du mois de novembre 1890, avec l'aide technique de W. O. Wise, le rapporteur pour avis du Parlement de Tasmanie, Clark compléta la version finale du projet de constitution et en fit imprimer un certain nombre d'exemplaires. En février 1891, Inglis Clark distribua des copies de son projet à Parkes, à Barton et probablement à Playford. Ce projet fut conçu comme un document de travail privé et ne fut jamais publié.

### Convention de 1891
Le Parlement proposa à la Convention de 1891 d'adopter la nomenclature du Congrès des États-Unis. Cette proposition fournissait les grandes lignes d'un gouvernement fédéral. Sa chambre basse devait être élue par des circonscriptions établies en fonction de leur population, tandis qu'au Sénat, il devait y avoir une représentation égale pour chaque « province ». Ce modèle américain était mêlé au système de Westminster selon lequel le Premier ministre et les autres ministres seraient nommés par le représentant de la Couronne parmi les membres du parti politique à la majorité à la Chambre basse.
Lors de la Convention de Sydney, Griffith identifia très clairement le problème le plus grave : comment structurer les relations entre la chambre basse et la chambre haute au sein du Parlement fédéral. La principale division d'opinion était centrée sur l'affirmation d'Alfred Deakin selon laquelle la chambre basse devait être suprême, contrairement à l'opinion de Barton, John Cockburn et d'autres, selon laquelle un sénat fort doté de pouvoirs coordonnés était essentiel. Griffith lui-même recommandait que la doctrine du gouvernement responsable soit laissée ouverte ou substantiellement modifiée pour s'accorder avec la structure fédérale.
Pendant le week-end de Pâques en 1891, Griffith modifia le projet de Clark à bord du yacht à vapeur Lucinda du gouvernement du Queensland. (Clark n'était pas présent, car il était atteint de la grippe à Sydney). Le projet de constitution de Griffith fut soumis aux parlements coloniaux, mais il devint caduc en Nouvelle-Galles du Sud, après quoi les autres colonies refusèrent de procéder.

### Griffith ou Clark?
L'importance du projet de constitution de 1891 fut reconnue par John La Nauze lorsqu'il déclara catégoriquement que « le projet de 1891 est la Constitution de 1900, et non son père ou son grand-père ». Au XXIe siècle, cependant, un débat animé a éclaté sur le point de savoir si le crédit principal de ce projet appartient à Sir Samuel Griffith du Queensland ou à Andrew Inglis Clark de Tasmanie. Le débat débuta avec la publication de The Great Constitutional Swindle: A Citizen's Guide to the Australian Constitution de Peter Botsman en 2000, et une biographie de Andrew Inglis Clark par F.M. Neasey et L. J. Neasey publiés par la Law Press de l'Université de Tasmanie en 2001.
Selon la vision traditionnelle, Griffith fut presque seul responsable du projet de 1891. Quick et Garran, par exemple, déclarent sèchement que Griffith « était le principal responsable de la rédaction du projet de loi ». Étant donné que les auteurs de cette œuvre hautement respectée étaient eux-mêmes des membres actifs du mouvement fédéral, on peut présumer que cette vision représente — sinon la vérité absolue — l'opinion du consensus des « pères fondateurs » australiens.

Dans son article de 1969 sur « Clark, Andrew Inglis (1848-1907) » dans le Australian Dictionary of Biography, Henry Reynolds offre une vision plus nuancée :
Avant la Convention nationale australasienne à Sydney en 1891, il [Clark] distribua son propre projet de loi sur la constitution. C'était pratiquement une transcription des dispositions pertinentes du British North American Act, de la Constitution des États-Unis et de la Loi sur le Conseil fédéral, arrangées systématiquement, mais elle devait être d'une grande utilité pour le comité de rédaction de la convention. Parkes le reçut avec des réserves, suggérant que « la structure devait évoluer petit à petit ». George Higinbotham admit les « défauts et inconvénients reconnus » d'un gouvernement responsable, mais critiquait le plan de Clark visant à séparer l'exécutif du pouvoir législatif. Le projet de Clark différait également de la constitution adoptée dans sa proposition de « justice fédérale séparée », la nouvelle Cour suprême remplaçant le Conseil privé comme instance d'appel suprême sur toutes les questions de droit, ce qui serait « une innovation saine pour le gouvernement système américain ». Il devint membre du Comité constitutionnel et président du Comité judiciaire. Bien qu'il ait peu participé aux débats, il aida Sir Samuel Griffith, Edmund Barton et Charles Cameron Kingston à réviser le projet initial de la constitution adoptée par Griffith sur le yacht à vapeur du gouvernement du Queensland, Lucinda ; bien qu'il soit trop malade pour être présent à la fin du travail principal, son propre projet avait été à la base de la plupart du texte de Griffith.
Les partisans de Clark soulignent rapidement que 86 articles (sur un total de 128) de la Constitution australienne finale sont reconnaissables dans le projet de Clark, et que « seulement huit des 96 clauses d'Inglis Clark ne furent pas furent incluses dans la version finale de la Constitution australienne » ; mais ce sont des statistiques potentiellement trompeuses. Comme le souligna le professeur John Williams :
Il est facile de désigner le document et de le rejeter comme un simple « copier / coller » de dispositions connues. Bien que ces observations présentent un certain intérêt, elles tendent toutefois à négliger le fait qu’il ne reste que très peu de variations à ajouter une fois la structure de base convenue. Ainsi, par exemple, dans toute constitution australienne, il y aura toujours des parties concernant l'exécutif, le parlement et le pouvoir judiciaire. Le fait qu'Inglis Clark s'est inspiré de la Constitution américaine n'est pas surprenant une fois cette décision fondamentale prise. Les questions relatives aux pouvoirs législatifs respectifs, au rôle des États, au pouvoir de modification et aux questions financières étaient les détails du débat que les rédacteurs étaient sur le point d’aborder en 1891.
Pour ce qui est de la responsabilité de la rédaction détaillée réelle, par opposition à la structure et au cadre généraux du projet de 1891, le professeur Williams (entre autres) n’a aucun doute :
En termes de style, on ne peut guère nier que la constitution d’Inglis Clark n’est pas aussi nette et précise que le projet de constitution de Kingston datant de 1891. Ce n’est pas tant une réflexion sur Inglis Clark que la reconnaissance des talents de Charles Kingston et de Sir Samuel Griffith en tant que rédacteurs. Ils étaient directs et économiques avec des mots. On ne peut pas toujours en dire autant d'Inglis Clark.

## Conventions constitutionnelles ultérieures
La renaissance du mouvement fédéral découle de la croissance des ligues fédérales et des organisations nationalistes attachées à la fédération, telles que l'Association des autochtones d'Australie. Deux soi-disant conventions populaires eurent lieu à Corowa et à Bathurst.
En 1893, John Quick, qui avait assisté à la convention de Corowa, rédigea un projet de loi qui devint la base des discussions de la convention d'Adélaïde (voir ci-dessous) et aurait largement contribué à la constitution éventuelle. Quick avec Robert Garran publia ensuite en 1901 la Constitution annotée du Commonwealth australien, qui est largement considérée comme l'un des ouvrages les plus importants de la Constitution australienne.
En 1895, les premiers ministres des colonies australiennes acceptèrent la proposition d'une nouvelle convention par vote populaire, le projet de constitution résultant étant soumis à un référendum aux électeurs de chaque colonie. La Convention tint des réunions au cours d'une année. Elle débuta à Adélaïde en 1897, puis à Sydney et culmina à Melbourne en mars 1898. Après la réunion à Adélaïde, les parlements coloniaux saisirent l'occasion de débattre du projet de loi émergent et de suggérer des changements. Les principes de base discutés en 1891 furent adoptés, avec l'ajout du principe de gouvernement responsable. Il y avait aussi un consensus pour plus de démocratie dans la structure constitutionnelle. Il fut convenu que le Sénat devrait être choisi au suffrage populaire, les électeurs de chaque État jouant le rôle d'électeur.
Un projet de loi fut rédigé en 1898, puis envoyé à chaque colonie pour être ratifié par l'électorat. Des référendums eurent lieu dans quatre des colonies en juin 1898. Les voix atteignirent la majorité dans quatre colonies. Toutefois, la loi habilitante de la Nouvelle-Galles du Sud nécessitait le soutien d'au moins 80 000 électeurs pour être adoptée, un nombre non atteint. Au début de 1899, une réunion des premiers ministres coloniaux s'accorda sur un certain nombre d'amendements visant à rendre la constitution plus acceptable pour la Nouvelle-Galles du Sud. Connues sous le nom de « Clause Braddon », les amendements prévoyaient la restitution des recettes douanières aux États pendant dix ans. Il fut également convenu que la nouvelle capitale fédérale devait être construite en Nouvelle-Galles du Sud à condition qu’elle se trouve à au moins cent miles (160 km) de Sydney. En juin 1899, le référendum se tint de nouveau dans toutes les colonies, à l'exception de l'Australie-Occidentale, où le vote ne fut pas organisé avant l'année suivante. Le vote majoritaire fut « oui » dans toutes les colonies.
Le projet de loi tel qu'accepté par les colonies se rendit en Grande-Bretagne pour ratification par le Parlement britannique.

## Constitution fédérale
La Commonwealth of Australia Constitution Act (UK) fut adoptée le 5 juillet 1900 et sanctionnée le 9 juillet 1900 par la reine Victoria. Il fut proclamé le 1er janvier 1901 à Centennial Park, à Sydney. Sir Edmund Barton fut assermenté Premier ministre par intérim, dirigeant un ministère fédéral par intérim composé de neuf membres.
La nouvelle constitution mettait en place un Parlement bicaméral comprenant un Sénat et une Chambre des représentants. Le poste de gouverneur général fut créé en tant que représentant de la reine. Initialement, cette personne était considérée comme un représentant du gouvernement britannique. La Constitution créa également une Haute Cour et divisa les pouvoirs du gouvernement entre les États et le nouveau gouvernement du Commonwealth.
Le site d'une capitale fédérale fut fortement disputé entre les deux rivales Sydney et Melbourne. Le compromis fut qu'un territoire séparé (le Territoire de la capitale australienne) serait établi en Nouvelle-Galles du Sud pour détenir une nouvelle capitale, tandis que le Parlement siégerait à Melbourne jusqu'à la construction de la nouvelle ville. Le site finalement choisi pour la ville devint Canberra.